# Книга джунглів (фільм, 1942)
«Книга джунглів» (англ. Jungle Book) — американський  художній кінофільм 1942 року, поставлений режисером Золтаном Кордою. В основу стрічки покладено сюжет «Книги джунглів» Ред'ярда Кіплінга. У створенні фільму брали участь брати режисера Золтана Корди продюсер Александр Корда та художник Вінсент Корда.

## Сюжет
Маленький хлопчик випадково опиняється в джунглях. Він викрадений вовчицею і перетворюється на Мауглі (Сабу), «маленьке жабеня». Усі тварини джунглів стають його друзями, окрім тигра, який убив його батька і засудив його самого до смерті. Проживши у вовчій зграї декілька років, Мауглі знову приходить в село. Його мати, Мессуа, не впізнала в маленькому дикунові сина, проте надала йому притулок. Але інші мешканці села, особливо мисливець Бульдео, схильні бачити в хлопчикові перевертня, чаклуна.
Мауглі бере з собою дівчину в напівзруйноване місто, де вони знаходять невичерпні скарби. Безумна пристрасть селян до золота призводить до його втрати. Мауглі, убивши тигра, рятує від вогню населення села а сам, рятуючись від людей, які вирішують убити його, повіривши усім безглуздим звинуваченням Бульдео, вирушає в джунглі до своїх друзів — вовків, ведмедя Балу, пантери Багіри, удава Каа.

## В ролях
| Актор(ка)       |   | Роль                |
| --------------- | - | ------------------- |
| Сабу            | • | Мауглі              |
| Джозеф Каллея   | • | Бульдео             |
| Джон Куолен     | • | перукар             |
| Френк Палья     | • | брамін              |
| Розмарі ДеКемп  | • | Мессуа, мати Мауглі |
| Патриція О'Рурк | • | Магала              |
| Ральф Берд      | • | Дурга               |
| Джон Мейдер     | • | Рео                 |
| Фейт Брук       | • | англійська дівчина  |
| Ноубл Джонсон   | • | сігкх               |

## Факти
Фільми «Книга джунглів», «Багдадський злодій» та «Леді Гамільтон» Александр Корда в роки війни подарував Радянському Союзу на знак вдячності за його внесок у боротьбу з нацизмом. У 1990 році фільм під назвою «Джунглі» було повторно випущено у радянський кінопрокат.

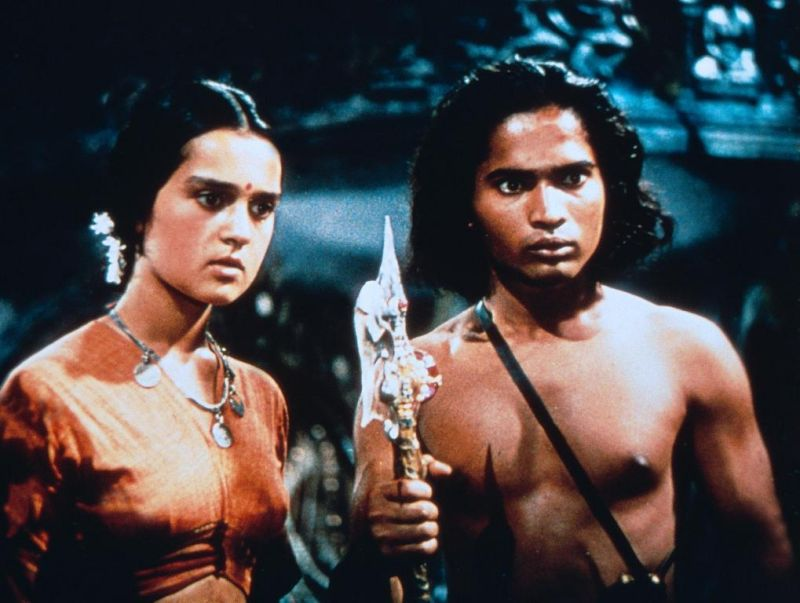
Патриція О'Рурк і Сабу (кадр з фільму)

## Нагороди та номінації
У 1943 році фільм було номіновано на премію Американської кіноакадемії у чотирьох номінаціях:
Номінації
- Найкращий художник-постановник (Вінсент Корда, Джулія Герон)
- Найкращі візуальні ефекти (Лоуренс В. Батлер, Вільям А. Вілмарт)
- Найкраща музика до фільму
- Найкраща операторська робота